# Астрахански канат
Астрахански канат била је монголска феудална држава образована средином 15. века на Волги и степи дуж Каспијског мора, основан 1466. године приликом распада Златне хорде. Састојао се из низа племена, међусобно слабо повезаних. Основно занимање становништва било је номадско сточарство, лов и риболов. Власт кана ограничавали су световни и црквени феудалци. Одсуство унутрашњег јединства ослабило је Астрахански канат, па га је Русија 1556. године лако освојила. 